# Robert Nye
Robert Nye (London, 1939. március 15. – Cork, 2016. július 2.) angol költő és író. Az 1976-ban megjelent Falstaff című bestseller-regényét Michael Ratcliffe (a The Times írója) "az évtized egyik legambiciózusabb és legcsábítóbb regényeként" írta le, és elnyerte a Hawthornden-díjat és a Guardian Fiction-díjat is. A regény bekerült Anthony Burgess Ninety-Nine Novels: The Best in English since 1939 (1984) című könyvébe is.

## Fiatalkora
Robert Nye 1939-ben született Londonban. Apja közalkalmazott volt, anyja egy gazda lánya. A Southend High School for Boys-ba járt, és tizenhat éves korában publikálta első versét, a "Kingfisher"-t a London Magazine-ban (1955. szeptember; 2. kötet, 9. szám). 1955-ben otthagyta az iskolát, és nem folytatott további formális tanulmányokat. Nye költészete számos fontos irodalmi folyóiratban jelent meg, köztük a The Atlantic Monthlyban, az Encounterben és a The Listenerben. A The Fiddlehead című kanadai kiadvány 1964-es őszi és téli számai tizenöt, illetve tizennyolc versét tartalmazták.
Lelkiismereti okokból megtagadta a sorkatonaságot 1957–59 között, felmentést kapott a katonai szolgálat alól, azzal a feltétellel, hogy csatlakozzon a Friends' Mentőegységhez, és egészségügyi szolgálatot teljesített a Malvern melletti St Wulstan's Szanatóriumban, majd a Rochford Általános Kórházban, Essexben.
Máskor 1955 és 1961 között sokféle munkakörben dolgozott: újságriporterként, tejesként, postásként és mezőgazdasági munkásként is. 1959-ben vette feleségül első feleségét, Judith Prattot. 1961-ben egy távoli kunyhóba költöztek Észak-Walesbe, ahol Nye teljes munkaidőben az írásnak szentelte magát. Ott érdeklődött a walesi és kelta legendák iránt, ami később felnőtteknek és gyerekeknek szóló fikcióiban is tükröződik.

## Írói karrier
Első könyve, a Juvenilia 1 (1961) egy versgyűjtemény volt. A második kötet, a Juvenilia 2 (1963) elnyerte az Eric Gregory-díjat. Mindkét kötetet lelkes fogadtatásban részesítették, és Martin Seymour-Smith úgy jellemezte Nye-t, hogy „koraérettsége egyedülálló ebben a században”. Ezt a nézetet G. S. Fraser is támogatta, aki a The Times Literary Supplement cikkében meggyőző rokonságot mutatott ki Nye korai költészete és Robert Graves költészete között. Költői karriere folytatásának támogatására Nye elkezdett kritikákat írni brit irodalmi folyóiratoknak és újságoknak. 1967-ben a The Scotsman versszerkesztője lett, 1971 és 1996 között pedig a The Times költészetkritikusaként dolgozott, miközben a The Guardiannak is rendszeresen publikált új fikciókat.
Történeteket kezdett írni gyerekeknek, hogy szórakoztassák három kisfiát. Taliesin című gyermekregényét és March Has Horse's Ears című mesegyűjteményét Faber and Faber 1966-ban adta ki. Amikor Nye megjelentette első felnőttregényét, a Doubtfire-t (1967), P. J. Kavanagh „lélegzetelállító” és „zseniális” kifejezéssel jellemezte; Kavanagh utalt a szerző "ritmusokkal és nyelvvel való szerelmi kapcsolatára is". Ugyanebben az évben Nye elvált első feleségétől. Egy évvel később feleségül vette Aileen Campbellt, egy művésznőt, aki a Glasgow School of Art-ban végzett, majd analitikus pszichológus diplomát szerzett a C. G. Jung Institute Zürichben. Ő készítette az illusztrációkat a Bee Hunter: Adventures of Beowulf-hoz, és ihletet adott Nye akkori legszemélyesebb költészetéhez (nevezetesen az „In More's Hotel”-hez). Campbell tervezte a szerző egyik szokatlanabb projektjének, a The Seven Deadly Sins (1974) 1973-as előadásában használt maszkokat is. Ők ketten Edinburgh-ba költöztek, ahol 1977-ig éltek. Verseit az Arts Council antológiáiban és más folyóiratokban is publikálta, Antonia Fraser Scottish Love Poems című művében is.
Nye következő kiadványa a Doubtfire után a gyermekirodalomhoz való visszatérés volt, a Beowulf szabadon futó változata, amely 1968 óta számos kiadásban jelent meg. 1970-ben Nye újabb gyermekkönyvet adott ki Wishing Gold címmel, és megkapta a James Kennaway-emlékdíjat a Tales I Told My Mother (1969) című novellagyűjteményéért.
Az 1970-es évek elején több darabot írt a BBC rádiónak, köztük A Bloody Stupid Hole (1970), Reynolds, Reynolds (1971), valamint Heinrich von Kleist Penthesilea (1971) egy változatát. A Covent Garden Operaház megbízta, hogy Harrison Birtwistle Kronia című operájához (1970) írjon még kiadatlan librettót. Nye 1976 és 1977 között az Edinburgh-i Egyetemen íróként dolgozott, ezalatt megkapta a Guardian Fiction Prize díjat, majd 1976-ban a Hawthornden-díjat Falstaff című regényéért.
1978-ban jelent meg Nye Merlin excursion into the Matter of Britain című könyve. 1990-ben Hamish Hamilton adta ki Nye regényét, The Life and Death of My Lord Gilles de Rais (Gilles de Rais úr élete és halála) címmel, és sokan a szerző remekművének tartják. A regény írása állítólag csak hatvan napot vett igénybe, de a szerző végső szabadulását jelentette egy 35 éves megszállottságból Jeanne d’Arc és első francia marsallja történetétől. A könyv magvait az 1961-ben először megjelent The Mystery of the Siege of Orleans (Orléans ostromának rejtélye) című versében, valamint Nye Doubtfire című első regényében találhatjuk meg. Allan Massie a The Scotsman számára írt regényről azt a következtetést vonta le, hogy "The Life and Death of My Lord Gilles de Rais a tanulás, az okosság és az emberiesség műve... a romlottság megértése rendkívüli, az ítélet kifogástalan... Azt hiszem, ez az a könyv, amiért egész életében dolgozott, és ez tökéletesen megtörtént; igen, valóban remekmű."
Robert Nye folytatta a versírást, kiadta a Darker Ends (1969) című művét, amely elindította Calder and Boyars „Signature Series” című könyvét, amely később olyan szerzőket foglal magában, mint Samuel Beckett és Edward Dahlberg, valamint a Divisions on a Ground (1976), és olyan költők kiadásait készíti elő, akiknek munkásságával rokonságot érzett: Sir Walter Ralegh, William Barnes és Laura Riding. Nye saját Összegyűjtött versei 1995-ben jelentek meg. A 2005-ben megjelent The Rain and The Glass című válogatott versei elnyerték a Cholmondeley-díjat. Utolsó gyűjteménye, az An Almost Dancer 2012-ben jelent meg. 1977-től Cork megyében élt. Bár regényei díjakat nyertek, és számos nyelvre lefordították, valószínűleg költőként szeretné, ha megemlékeznének róla. Gabriel Josipovici kritikus úgy jellemezte Nye-t, mint "az egyik legérdekesebb ma író költőt, akinek hangja nem hasonlít egyetlen kortársához sem".

## Válogatott Művei

### Költészet
- Juvenilia 1 (1961)
- Juvenilia 2 (1963)
- Darker Ends (1969)
- Two Prayers (1973)
- Agnus Dei (1973)
- Five Dreams (1973)
- Divisions on a Ground (1976)
- A Collection of Poems 1955 - 1988 (1989)
- 14 Poemes (1994)
- Henry James and Other Poems (1995)
- Collected Poems (1996)
- 16 Poems (2005)
- The Rain and the Glass: 99 Poems, New and Selected (2005)
- An Almost Dancer: Poems 2005-11  (2012)

### Regények
- Doubtfire (1967)
- Falstaff (1976)
- Merlin (UK: Hamish Hamilton(wd), 1978) (US: Putnam(wd), 1979)
- Faust (1980)
- The Voyage of the Destiny (1982)
- The Memoirs of Lord Byron (1989)
- The Life and Death of My Lord Gilles de Rais (1990)
- Mrs. Shakespeare: The Complete Works  (1993)
- The Late Mr Shakespeare (1998)

### Novellagyűjtemények
- Tales I Told My Mother (1969)
- The Facts of Life and Other Fictions  (1983)

### Gyermekkönyvek
- March Has Horse's Ears (1966)
- Taliesin (1966)
- Beowulf: A New Telling (original UK title Bee Hunter: Adventures of Beowulf[9]) (1968)
- Wishing Gold (1970)
- Poor Pumpkin (1971) - Illustrated by Derek Collard
- Once Upon Three Times (1978)
- The Bird of the Golden Land (1980)
- Harry Pay the Pirate (1981)
- Lord Fox and Other Spine-Chilling Tales (1997)

### Színdarabok
- Sawney Bean [with Bill Watson](wd) (1970)
- The Seven Deadly Sins, A Mask (1974)
- Penthesilea, Fugue, and Sisters (1976)

### Magyarul
- Faust (Faust) – Európa, Budapest, 1988 · ISBN 9630746115 · Fordította: Barkóczi András
- A néhai Mr. Shakespeare (The Late Mr Shakespeare) – Gondolat, Budapest, 2014 · ISBN 9789636935139 · Fordította: Bényei Tamás

## Fordítás
- Ez a szócikk részben vagy egészben  a   Robert Nye című angol Wikipédia-szócikk fordításán alapul.  Az eredeti cikk szerkesztőit annak laptörténete sorolja fel. Ez a jelzés csupán a megfogalmazás eredetét és a szerzői jogokat jelzi, nem szolgál a cikkben szereplő információk forrásmegjelöléseként.